# Pomnik Józefa Piłsudskiego w Suwałkach
Pomnik Józefa Piłsudskiego w Suwałkach – odsłonięty dnia 11 listopada 2014 roku, w ramach obchodów Święta Niepodległości.
Z Suwałk pochodziła druga żona Marszałka, Aleksandra Szczerbińska. Mieszkańcy Suwałk w liście do Ignacego Mościckiego w październiku 1928 roku nadali mu tytuł: „Naczelnik Państwa, Oswobodziciel Ziemi Suwalskiej, Pierwszy Marszałek Polski Józef Piłsudski”. Marszałek odwiedzał Suwałki kilkukrotnie między innymi w latach 1919, 1921, 1922. Na Suwalszczyźnie w okresie międzywojennym wielokrotnie podejmowano inicjatywy nazywania ulic czy budynków imieniem Józefa Piłsudskiego.
Na początku listopada 1920 roku Rada Miejska w Suwałkach na wniosek Walerego Romana podjęła uchwałę o przemianowaniu placu św. Aleksandra na plac Józefa Piłsudskiego. W Sejnach w marcu 1927 roku przemianowano ulicę Rynkową i Główną na Józefa Piłsudskiego. W Augustowie główny plac miasta otrzymał w latach dwudziestych imię Józefa Piłsudskiego.

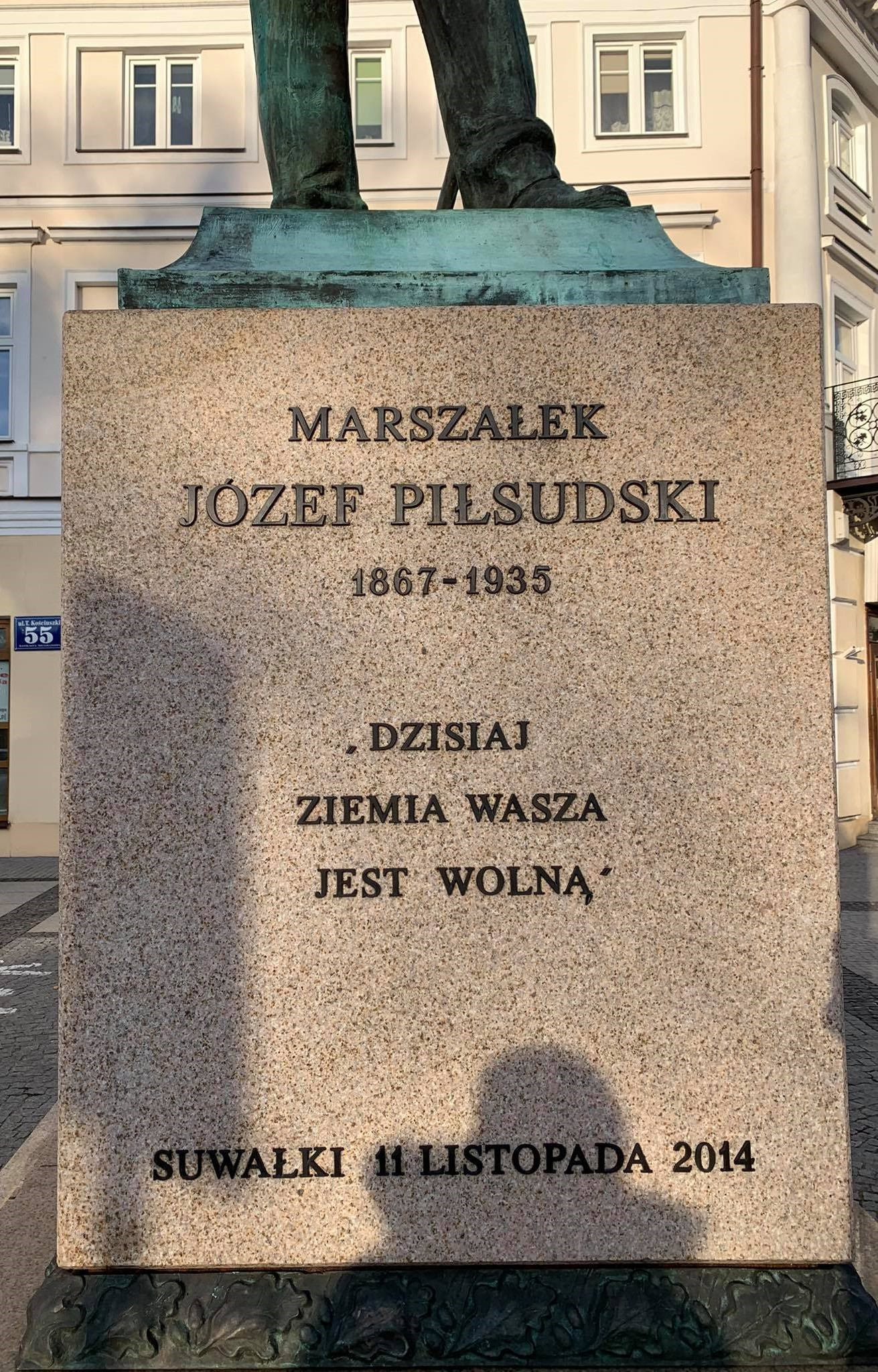
Cokół pomnika.

Podczas uroczystego obiadu z władzami Suwałk we wrześniu 1919 roku, Marszałek miał wypowiedzieć słowa: „Teraz ziemia wasza wolną jest”. To symboliczne zdanie zostało umieszczone na cokole pomnika.
Obchody odsłonięcia pomnika Józefa Piłsudskiego zostały zorganizowane przez Samorząd miasta, w centrum Suwałk. Oprócz władz miasta w uroczystości uczestniczyli także harcerze oraz mieszkańcy .